# Elasmopus serraticus
Elasmopus serraticus is een vlokreeftensoort uit de familie van de Maeridae. De wetenschappelijke naam van de soort is voor het eerst geldig gepubliceerd in 1969 door Jerry Laurens Barnard.